# 丹屬西印度群島
丹屬西印度群島（丹麥語：Dansk Vestindien或De dansk-vestindiske øer），是丹麥-挪威和丹麥在加勒比海上的一個殖民地，其範圍即為現今之美属维尔京群岛。1917年丹麥在《丹屬西印度群島條約》中將此地販售給美國，成為美属维尔京群岛。丹麥人在地理上稱呼這些群島為Jomfruøerne，意為處女群島。